# Llacs Jovet
Els Llacs Jovet són uns llacs glacials que es troben al Massís del Mont Blanc, a la part sud-est, al terme municipal de Les Contamines-Montjoie, Alta Savoia. Estan situats a 2174 m, el més gran està en una posició més baixa i el petit està una mica més enlairat. Es troben a unes 3 h de camí des de Nôtre-Dame-de-la-Gorge i molt propers al Col du Bonhome, que permet el pas entre França i Itàlia.